# Le Tour du monde en 72 jours
Le Tour du monde en 72 jours est un livre de 1890 écrit par la journaliste Elizabeth Jane Cochrane, sous son nom de plume Nellie Bly. Elle y détaille son voyage autour du monde en 72 jours, inspiré du livre Le Tour du monde en quatre-vingts jours de Jules Verne. Elle effectue le voyage pour le tabloïd de Joseph Pulitzer, le New York World.

## Périple
En 1888, Bly suggère à son éditeur du New York World de faire un tour du monde pour tenter de réaliser pour la première fois le fictif Tour du monde en 80 jours. Un an plus tard, le 14 novembre 1889 à 9h40, à bord du navire Augusta Victoria, un navire à vapeur de la ligne Hamburg America Line, elle entreprend son périple de 24 899 milles (40 071 km) avec pour objectif de le terminer en 75 jours.
Elle apporte avec elle la robe qu'elle portait, un solide manteau, plusieurs sous-vêtements et un petit sac de voyage contenant ses essentiels de toilette. Elle porte la majeure partie de son argent (équivalent de 200 £ en billets de banque anglais et en or, ainsi que de la monnaie américaine) dans un sac noué autour du cou.
Le journal new-yorkais Cosmopolitan sponsorise sa propre journaliste, Elizabeth Bisland, pour battre le temps de Phileas Fogg et celui de Bly. Bisland ferait le tour du monde en sens inverse,. Afin de maintenir de l'intérêt pour son récit, le World organise un « Jeu de devinette Nellie Bly » dans lequel les lecteurs sont invités à estimer l'heure d'arrivée de Bly à la seconde près, le Grand prix consistant d'abord à un voyage gratuit pour l'Europe, puis à une couverture complète des dépenses lors de ce voyage,.
Au cours de son voyage autour du monde, Bly traverse l'Angleterre ; la France, où elle rencontre Jules Verne à Amiens ; Brindisi dans le sud de l'Italie ; le canal de Suez ; Colombo à Ceylan ; les Établissements des détroits (territoires britanniques) de Penang et de Singapour sur la péninsule malaise ; Hong Kong ; et le Japon. Le développement de réseaux de câbles sous-marins et le télégraphe électrique permettent à Bly d'envoyer de brefs rapports d'activité ; les récits plus exhaustifs doivent voyager par voie postale et sont donc souvent retardés de plusieurs semaines.
Bly utilise des navires à vapeur et les chemins de fer existants ce qui occasionne des revers occasionnels, en particulier pour la partie asiatique de son périple. Durant ces escales, elle visite une léproserie en Chine, et elle achete un singe à Hong Kong ,.
Quand Bly arrive à Hong Kong, elle apprend qu'Elizabeth Bisland s'est également lancée dans la course.

## Retour au pays
En raison du mauvais temps durant sa traversée du Pacifique à bord du paquebot White Star Oceanic, elle arrive à San Francisco le 21 janvier, avec deux jours de retard,. Cependant, le propriétaire du World, Pulitzer, loue un train privé pour la ramener à la maison. Elle arrivera dans le New Jersey le 25 janvier 1890 à 15h51.

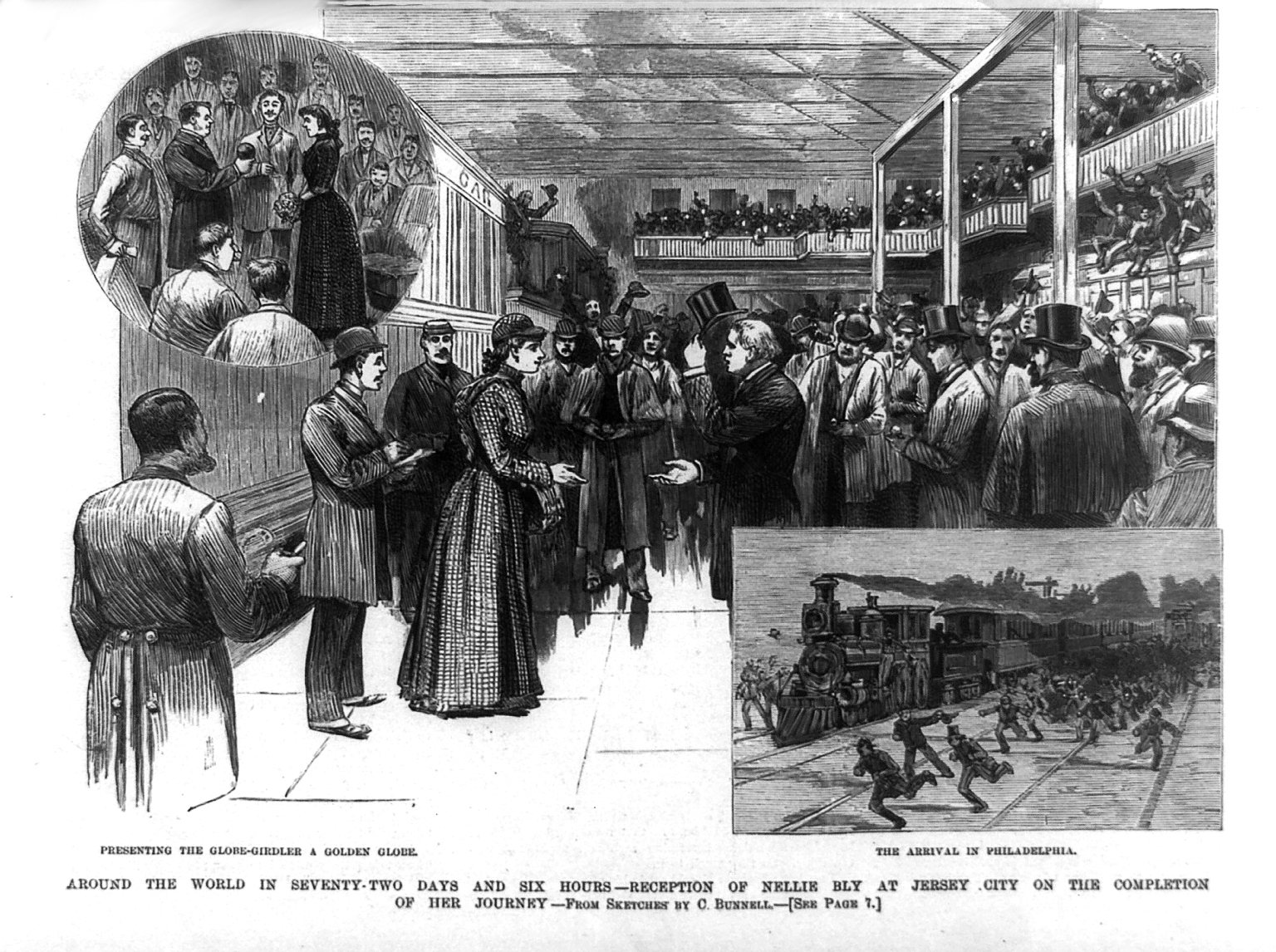
Réception au retour de Nellie Bly à Jersey City, publiée dans lIllustrated News de Frank Leslie le 8 février 1890.

Bly revient à New York soixante-douze jours, six heures et onze minutes après son départ de Hoboken. À ce moment, Bisland poursuit toujours son tour du monde. Comme Bly, elle manque une correspondance, et embarque à bord d'un vieux et lent navire (le Bothina) à la place d'un navire rapide (l'Etruria). Le voyage de Bly, à l'époque, constitue un record du monde, même s'il est amélioré quelques mois plus tard par George Francis Train, qui complète le voyage en 67 jours. En 1913, Andre Jaeger-Schmidt, Henry Frederick et John Henry Mears battent successivement le record, Mears achevant le voyage en moins de 36 jours.